# Niederösterreichische Bauernbank
Die Niederösterreichische Bauernbank war ein im Mai 1920 gegründetes österreichisches Finanzinstitut, das im Gefolge verlustbringender Börsenspekulationen von der Centralbank der deutschen Sparkassen aufgefangen werden musste und dessen Geschichte im Gefolge des Zusammenbruchs des letztgenannten Instituts vom Centralbankausschuss aufgearbeitet wurde.

## Geschichte
Die niederösterreichische Bauernbank wurde 1920 unter Beteiligung der Prominenz des niederösterreichischen Bauernbundes gegründet. Auch Landeshauptmann Karl Buresch zählte zu den Proponenten. Die Bank bot für Einlagen übermäßig hohe Zinsen und übernahm so bald de facto die Agenden der Genossenschaftlichen Zentralkasse und somit die Funktion als Zentralinstitut der niederösterreichischen Raiffeisengenossenschaften, war dadurch allerdings auch gezwungen, auf der Kreditseite selbst nach der Währungsstabilisierung hohe Zinsen zu verlangen. Die Bauernbank versuchte auch im Börsengeschäft als aggressiver Mitbewerber aufzutreten. Laut Ausch eröffnete sie in der Wiener Innenstadt eine Filiale, bei der „jedermann nach Anzahlung von etwa 30 Prozent nach Herzenslust Aktien kaufen konnte“. Nach dem Kurssturz im Frühjahr 1924 stellte sich aber heraus, dass die bei der Bank verpfändeten Aktien nur einen Bruchteil des Betrages der von ihr vergebenen Effektenkredite deckten – zum Teil hatte die „Straßenkundschaft“ sogar falsche Namen und Adressen angegeben. Die Direktoren und Verwaltungsräte der Bank hatten sich an den Spekulationen beteiligt und schuldeten dem Institut nach dem Börsenkrach riesige, de facto uneinbringliche Beträge. Im Mai 1925 kam es ungeachtet der Warnungen des vorherigen Finanzministers, Viktor Kienböck, auf politischen Druck der Regierung Ramek unter Finanzminister Ahrer zur Übernahme der Bauernbank durch die Centralbank.